# Bibliothèque Atwater
Pour les articles homonymes, voir Atwater.
 (février 2022).
La Bibliothèque Atwater ou Bibliothèque et centre d’informatique Atwater (ALCC) est une bibliothèque communautaire indépendante située à Westmount, au Québec, au Canada. Elle est située au 1200 avenue Atwater. C'est un organisme à but non lucratif et un organisme de bienfaisance enregistré fondé en 1828.

## Historique
La bibliothèque Atwater abritait le premier Institut de la mécanique (en)  au Canada. C'est aussi la plus ancienne bibliothèque d'abonnements (en)  au Canada. La bibliothèque Atwater est également le dernier institut de la mécanique au Canada qui sert son objectif initial. Construit dans le style Beaux-Arts par les architectes Alexander Cowper Hutchison et Alexander Campbell Wood, le bâtiment qui l'abrite a été reconnu comme lieu historique national du Canada en 2005,.

### Montreal Mechanics' Institute

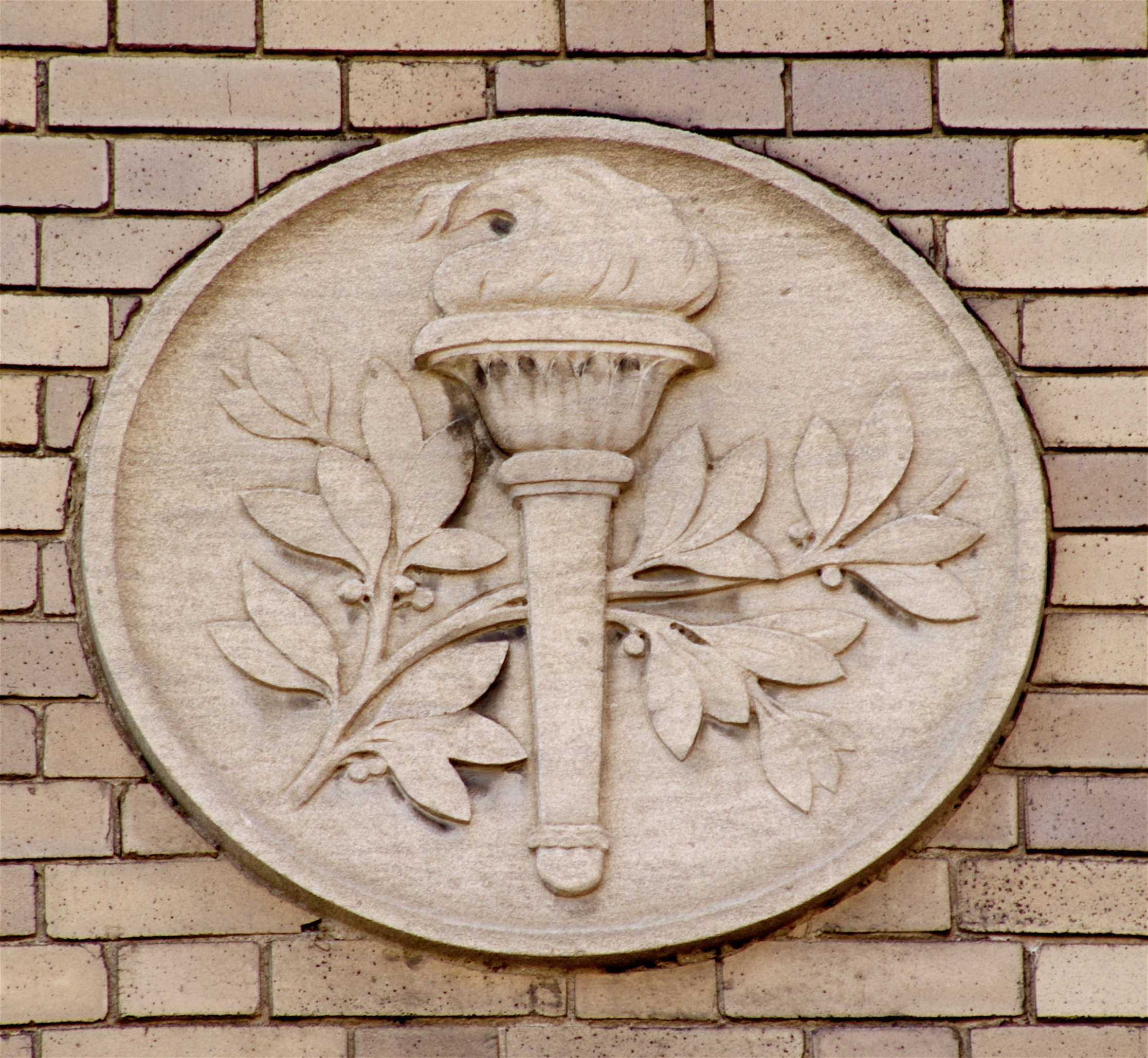
Relief d'une torche au Mechanic's Institution de Montréal

La fondation du Mechanics’ Institution de Montréal date de 1828, moment où les premiers Instituts mécaniques de l’Amérique du Nord britannique continentale voient le jour à Montréal. Des citoyens notables de la communauté montréalaise souhaitent sensibiliser les travailleurs aux industries émergentes de la ville, qui connaissent, à cette époque, une croissance industrielle exponentielle. C’est ainsi que ce groupe décide de « fonder, sur le modèle de celui de Londres, le Montreal Mechanics’ Institution (MMI)».
L’objectif premier de sa création est de procurer, aux adultes sur le marché du travail, des cours du soir traitant de sujets techniques ou artistiques, et ce, dans un environnement laïc et libre de toute affiliation politique. Il ne s’agit pas de cours magistraux à proprement parler, mais plutôt d’un programme de conférences et de séances d’information hebdomadaires. L’Institut dispose également d’une bibliothèque et d’une salle de lecture.
Dès sa création, les fondateurs de l’organisation inscrivent dans la constitution de celle-ci que l’Institut doit se doter d’une salle de lecture, et d’une bibliothèque de référence de prêt. Puis, un comité de bibliothèque est créé afin de mettre sur pieds des règlements ainsi que d’assurer « d’offrir aux membres l’utilisation la plus libre des livres et des journaux ». Parmi les autres services offerts par le Mechanic’s Institution, on retrouve un musée d’histoire naturelle, une école élémentaire, des conférences publiques, un atelier expérimental et un laboratoire. Toutefois, « c’est la bibliothèque qui devint rapidement la clé de voûte du MMI et qui en assurerait la pérennité ; d’abord à titre de bibliothèque d’association réservée aux seuls membres ; plus tard, en tant que bibliothèque ouverte aux autres citoyens – pourvu qu’ils fussent parrainés par un membre ; et, enfin, comme bibliothèque publique, l’Atwater Library of the Mechanics’ Institute of Montreal.» 

### Les fondateurs
Le  premier  bureau de  direction « avait  pour président Sir James Kempt (1765-1854), le nouveau gouverneur  du  Bas-Canada (1828-1830);  pour  premier vice-président  l’Honorable Louis Gugy (en) (1770-1840), ancien député de Saint-Maurice et shérif de Montréal depuis 1827 ; pour vice-présidents : l’homme d’affaires John Molson (fils) (1787-1860), Louis-Joseph Papineau, député du comté de Montréal-Ouest à l’Assemblée  législative, Horatio Gates (en) (1777-1834), président de la Banque de Montréal et l’un de ses fondateurs, et Henry Esson, qui s’était impliqué dans la Natural History Society of Montreal et dans la Bibliothèque de Montréal. » Les premiers membres actifs sont principalement des artisans et des commerçants employeurs.
L’année 1832 marque le déclin du premier institut et en 1835 est signé son arrêt définitif ,  Celui-ci s’explique par le choléra, une gouvernance divisée et une instabilité sociale,.

### Mechanics’ Institute of Montreal
Le Mechanics' Institute of Montrealou Mechanics Institute of Montreal est mis sur pied en 1840. Il reprend les activités dans la foulée de l’organisme fondé en 1828, avec John Redpath à sa tête. Les hommes seulement sont admis jusqu’en 1843, date à laquelle l’établissement devient mixte . On dénombre 280 personnes après l’arrivée de femmes et la classe moyenne représente une forte proportion des usagers. Moins de conférences ont lieu en 1851. La School of Arts and Design donne les cours du soir auparavant offerts à l’institut. En 1855, le Mechanics’ institute of Montreal se transporte rue Saint-Jacques. La salle des Artisans offre des concerts. Parmi les artistes de marque, on retrouve l’Orchestre symphonique de Montréal, le Mendelssohn Choir et Calixa Lavallée ,. 738 personnes sont abonnées et ont accès à 1500 documents à cette époque . Une tentative d’expansion à Pointe-Saint Charles se solde par un échec . Pour mieux se rapprocher des milieux de vie, l’institut quitte la rue Saint-Jacques et se dote d’une bâtisse neuve sur la rue Atwater,. En 1920 s’achève le projet du nouveau bâtiment. Les responsables s’inspirent des bibliothèques américaines . Au tournant des années 30, 1162 individus se prévalent des services du Mechanic’s Institute of Montréal. Celui-ci comprend plus de 36 896 ouvrages.

### Atwater Library

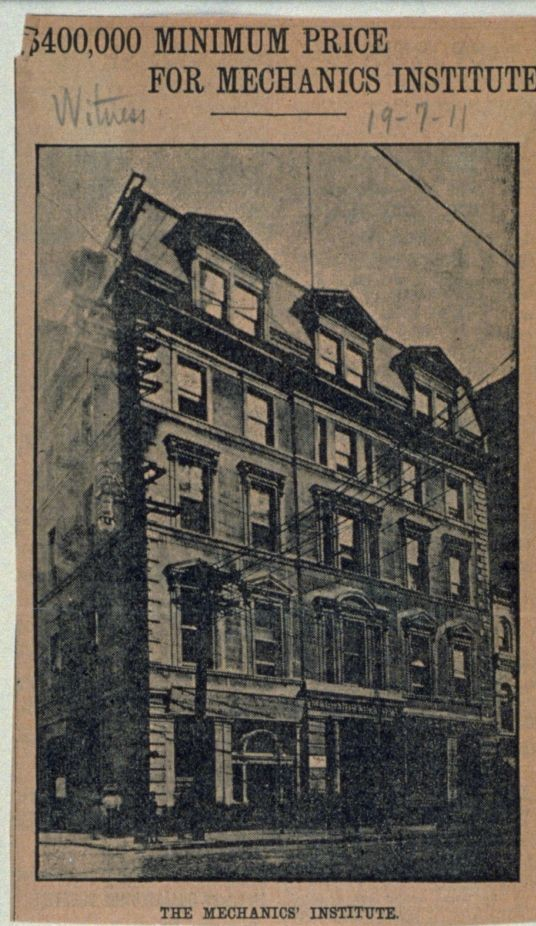
Mechanic's Institute en 1911

L’Atwater Library est la nouvelle désignation de l’institution à partir de 1962. Dite semi-publique , dans les années 80, les usagers peuvent y apprendre à se servir d’ordinateurs. La bibliothèque devient l’Atwater Library and computer center/Bibliothèque et Centre d’information Atwater. Une salle spéciale est consacrée aux ordinateurs dans les années suivantes .

## Services
La bibliothèque compte aujourd’hui plus de 40 000 documents – principalement en anglais –, ainsi que plusieurs DVDs, des livres audio et des livres numériques. En plus de la collection générale, la bibliothèque offre, en consultation aux citoyens, des collections spéciales telles que les « archives historiques de la bibliothèque Atwater, la Scottish Collection, la collection Quebec Writers' Federation et la Black Collection ». Elle offre également un service de livraison à domicile pour les abonnés du centre-ville à mobilité réduite. Le centre informatique (Computer Centre) offre des cours d’informatique gratuits ainsi que des ateliers d’apprentissage sur appareil numérique. La bibliothèque offre des postes de location libre-service ainsi qu’une connexion Internet sans-fil gratuite. Aussi, depuis le printemps 2015, la bibliothèque offre des services de partage de semences via la Seed Library, ouverte à tous les habitants de la Grande Région de Montréal.

## Participation communautaire
En plus des cours et des ateliers réguliers, la Bibliothèque et centre d’informatique Atwater est derrière de nombreux événements, projets spéciaux et expositions en partenariat avec de nombreuses organisations. L'un de leurs projets actuels est le projet d'alphabétisation numérique qui engage les personnes dans la production créative de nouveaux médias,. Eric Craven (directeur de projet) et Line Grenier ont présenté un document sur le projet lors de la conférence de l'European Communication Research and Education Association (en) (ECREA) à Lisbonne en novembre 2014 dans le cadre d'un panel appelé New Media and Older Personnes - Âge, Narratives et Normativités. L'ALCC a également participé à la Journée nationale des bibliothèques humaines au Canada. Ils ont collaboré avec des chercheurs sur des projets comme MemorySpace: Private Memories, Public Histories, un projet racontant les histoires des gens et l'histoire d'un quartier à travers des photographies.